# Nana Eshun
Nana Eshun (Acra, Ghana, 12 de diciembre de 1982) es un futbolista ghanés. Juega de delantero y su equipo actual es el Asyut Petroleum de la Segunda División de Egipto.

## Trayectoria
Nana Eshun inició su carrera profesional con el King Faisal Babes en 1998, posteriormente formó parte del Udinese Calcio y del Borussia Dortmund II. En febrero de 2003 firmó un contrato de seis meses con el Lokomotivi Tbilisi. Luego pasó al Universitario de Deportes donde permaneció hasta junio de 2006. En el 2005 se marchó a Perú para jugar por Universitario de Deportes, jugó al lado del portero peruano José Carvallo, quien fue mundialista en la Copa Mundial de Fútbol de 2018. Al siguiente año fichó por el Prampram Mighty Royals de Ghana y después de un año fue transferido al Tanta F. C. de Egipto. En 2008 regresó a Ghana y jugó en el Tema Youth y en el Al-Masry. En enero de 2010, volvió a Egipto y se unió al Asyut Petroleum.

## Clubes
| Club                      | País     | Año           |
| ------------------------- | -------- | ------------- |
| King Faisal Babes         | Ghana    | 1998 - 1999   |
| Udinese Calcio            | Italia   | 1999 - 2001   |
| Borussia Dortmund II      | Alemania | 2001 - 2002   |
| Lokomotivi Tbilisi        | Georgia  | 2003 - 2004   |
| Universitario de Deportes | Perú     | 2005 - 2006   |
| Prampram Mighty Royals    | Ghana    | 2006          |
| Tanta F. C.               | Egipto   | 2006-2008     |
| Tema Youth                | Ghana    | 2008-2009     |
| Al-Masry                  | Egipto   | 2009          |
| Asyut Petroleum           | Egipto   | 2009-presente |